# Личани
Лича́ни — село в Україні, у Луцькому районі Волинської області. Входить до складу Олицької міської громади. Населення становить 446 осіб.

## Географія
Село розташоване на правому березі річки Путилівки.

## Історія
У 1906 році село Покощівської волості Дубенського повіту Волинської губернії. Відстань від повітового міста 34 верст, від волості 4. Дворів 68, мешканц ів 450.
Як і більшість сіл Волині, Личани мають давню історію, яка пов'язана з історією Галицько-Волинського князівства, а пізніше — з Великою Литовською державою та Річчю Посполитою. Ці землі часто ставали місцем військових конфліктів, особливо під час протистоянь між поляками, литовцями та татарами. Село має свої традиції та зберігає пам'ять про старовинні події.
Після приєднання до Російської імперії в XVIII столітті, Личани, як і вся Волинь, пережили значні зміни в суспільному та економічному житті. 
У радянський період село стало частиною колективної господарської системи, але зберегло свою культурну самобутність. 
Після здобуття Україною незалежності в 1991 році Личани продовжують розвиватися в рамках сучасної держави.
В селі є православний храм (церква), магазин, будинок культури. Через село проходить дорога місцевого значення.

## Флора
Природа Личан вирізняється типовою для Волинської області рослинністю. Це територія, багата на змішані ліси, в яких ростуть дуби, сосни, берези, ясени. У лісах часто зустрічаються кущі ліщини, бузини чорної, а також різноманітні трав'яні рослини. В околицях села є багато луків та полів, на яких вирощують зернові культури, картоплю та інші сільськогосподарські рослини.

## Фауна
Фауна Личан також різноманітна і представлена типовими для волинських лісів і полів видами тварин. У лісах можна зустріти зайців, лисиць, білок, їжаків, а також різноманітних птахів, таких як лелеки, сови сірі, дятли та дрібні співочі птахи. У водоймах поблизу села можна знайти різні види риб, зокрема щуку, карася та окуня.

## Населення
Згідно з переписом УРСР 1989 року чисельність наявного населення села становила 397 осіб, з яких 175 чоловіків та 222 жінки.
За переписом населення України 2001 року в селі мешкало 447 осіб.

### Мова
Розподіл населення за рідною мовою за даними перепису 2001 року:
| Мова       | Відсоток |
| ---------- | -------- |
| українська | 98,65 %  |
| російська  | 1,12 %   |
| білоруська | 0,22 %   |